# Dohrniphora fraudans
Dohrniphora fraudans är en tvåvingeart som först beskrevs av Rudolf Beyer 1959.  Dohrniphora fraudans ingår i släktet Dohrniphora och familjen puckelflugor. Inga underarter finns listade i Catalogue of Life.